# Municipalità locale di Nquthu
Nquthu è una municipalità locale (in inglese Nquthu Local Municipality) appartenente alla municipalità distrettuale di Umzinyathi della provincia di KwaZulu-Natal in Sudafrica. 
In base al censimento del 2001 la sua popolazione è di 168.991 abitanti.
La sede amministrativa e legislativa è la città di Nqutu e il suo territorio si estende su una superficie di 1.961 km² ed è suddiviso in 15 circoscrizioni elettorali (wards). Il suo codice di distretto è KZN242.

## Geografia fisica

### Confini
La municipalità locale di Nquthu confina a nord con quella di Abaqulusi (Zululand), a est con quella di Ulundi (Zululand), a est e a sud con quella di Nkandla (UThungulu), a sud e a ovest con quella di Msinga e a ovest con quella di Endumeni.

### Città e comuni
- Buthanani
- Emandleni
- Godide
- Khiphinkunzi
- Mangani
- Mangidini
- Mbokodwebomvu
- Molefe
- Nobamba
- Nondweni
- Nqutu
- Silutshana
- Vulindlela
- Zondi

### Fiumi
- Batshe
- Bloed
- Buffels
- Gubazi
- Jojosi
- Mangani
- Mangeni
- Mazabeko
- Mvunyane
- Nondweni
- Nsuze
- Ntinini
- Ngxobongo
- Totololo
- Vuwankala
- Wit Mfolozi